# Jan Tomáš Fischer
Jan Tomáš Fischer (25. listopadu 1912 Znojmo – 7. března 1957 Znojmo) byl český sochař a medailér.

## Život a dílo

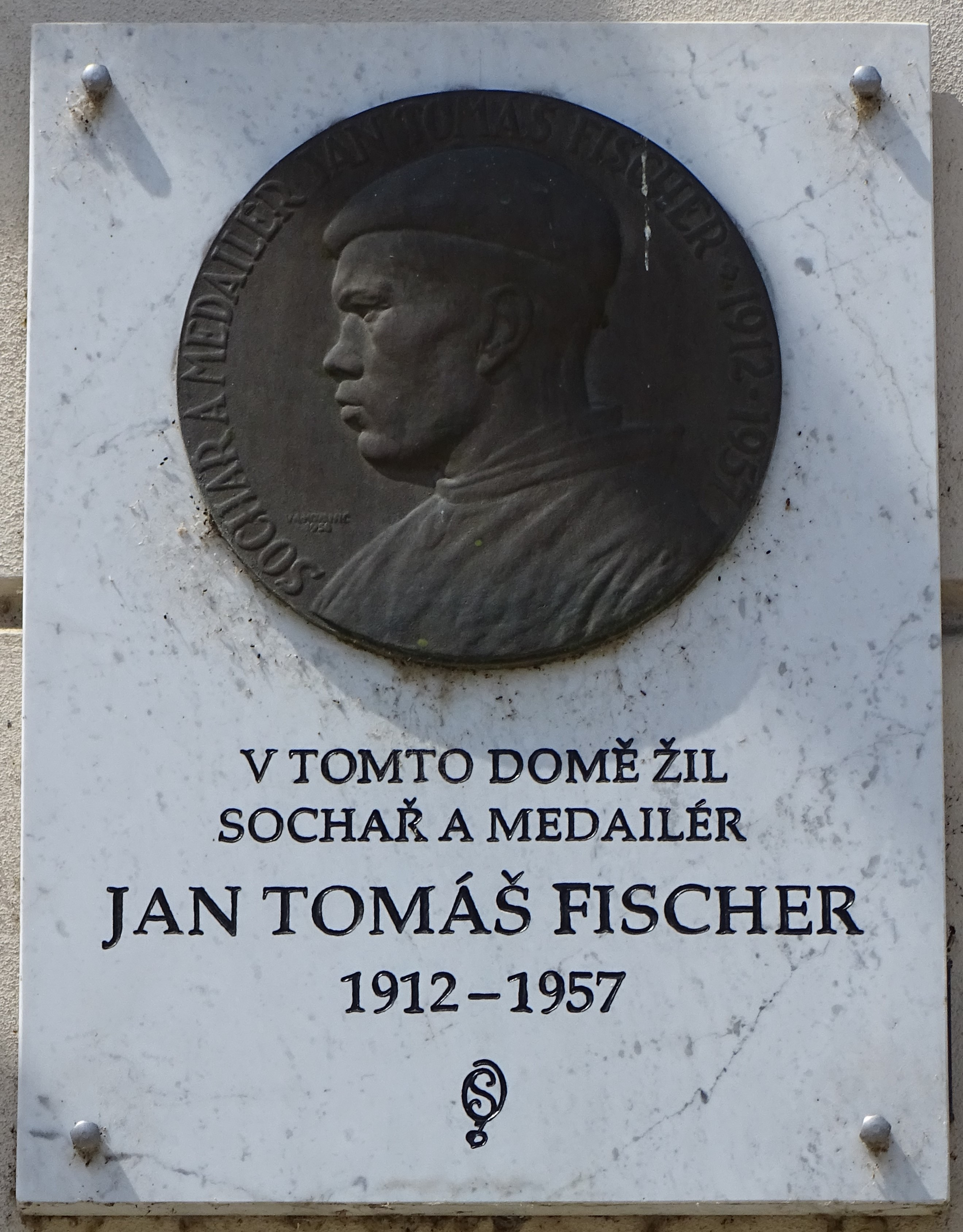
Pamětní deska Jana Tomáše Fischera ve Znojmě.

Inspiroval se sbírkou plastik Huga Lederera uložených ve znojemském muzeu a jako samouk vytvářel drobné plastiky. V roce 1938 (ve věku 26 let) začal studovat medailérství u Otakara Španiela na Akademii výtvarných umění v Praze (AVU). Po uzavření českých vysokých škol pracoval v samostatném ateliéru v Praze–Dejvicích. V roce 1946 studia na AVU dokončil a ve Znojmě si zařídil fotografický ateliér, který dodatečně rozšířil o keramickou dílnu.

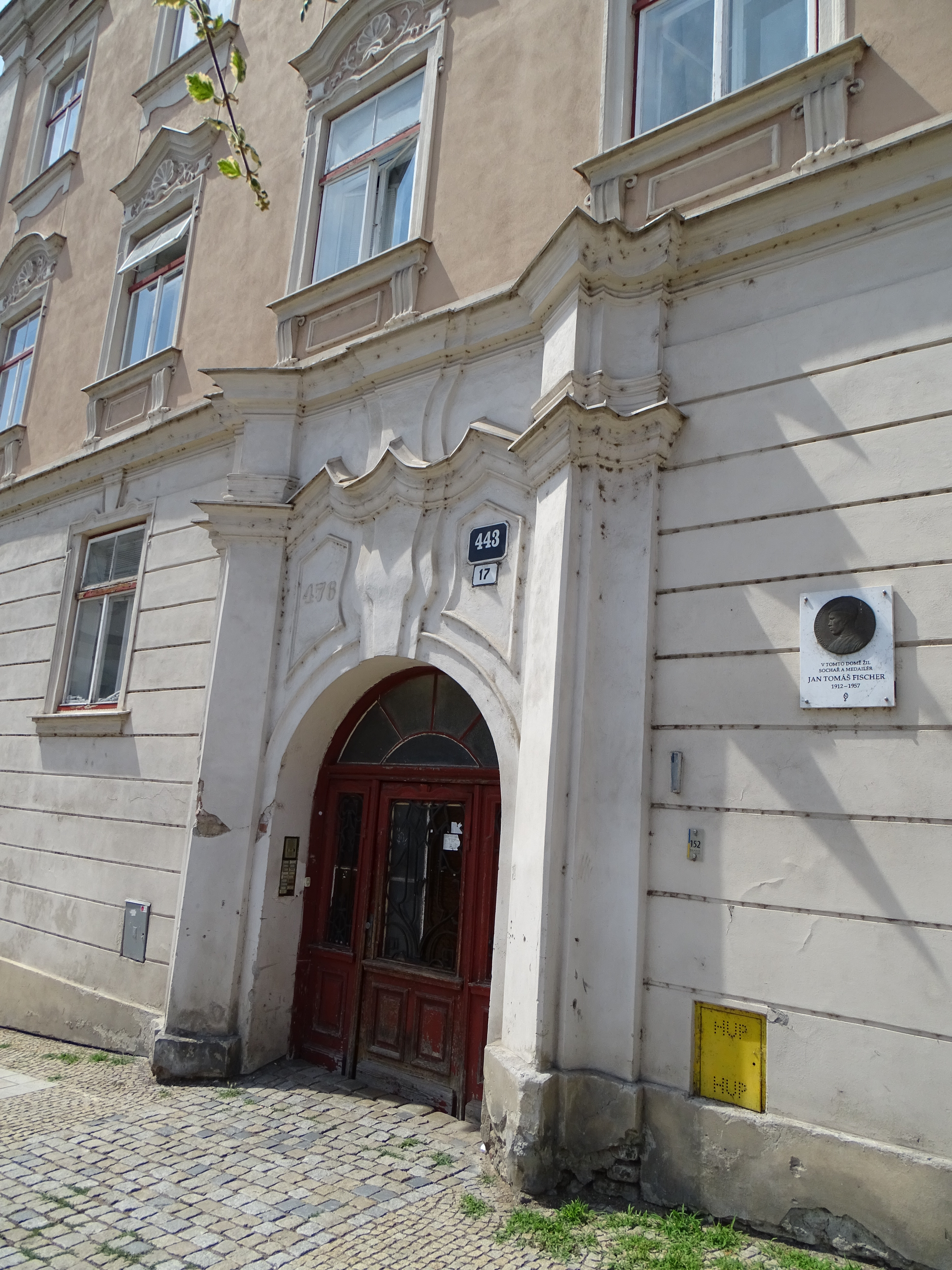
Dům ve Znojmě, kde působil Jan Tomáš Fischer.

Jeho dcerou je historička umění, PhDr. Klára Benešovská, CSc.

## Výstavy
Svá díla prezentoval na výstavách v Paříži (1949, 1957), Stockholmu (1955), Moskvě (1955, 1959), Salcburku (1956), Săo Paulu (1957) a posmrtně byla vystavena ve Vídni (1959).

## Zastoupení ve sbírkách
Jeho dílo je součástí stálých expozic v Moravském zemském muzeu v Brně a v Domě umění Jihomoravského muzea ve Znojmě. Na druhé ze jmenovaných expozic se odborně podílela také jeho dcera Klára Benešovská 